# Доња Слабиња
Доња Слабиња је насељено мјесто у општини Козарска Дубица, Република Српска, БиХ. Према попису становништва из 1991. у насељу је живјело 482 становника.

## Образовање
У насељу се налази Основна школа „Свети Сава“.

## Становништво
| Демографија | Демографија | Демографија |
| Година      | Становника  | Становника  |
| ----------- | ----------- | ----------- |
| 1948.       | 825         |             |
| 1953.       | 856         |             |
| 1961.       | 831         |             |
| 1971.       | 677         |             |
| 1981.       | 527         |             |
| 1991.       | 482         |             |